# بوكان (مقاطعة إركوتسك)
بوكان (بالروسية: Бохан) هي مدينة في مقاطعة إركوتسك أوبلاست في روسيا.